# Dreiband-Europameisterschaft 2007

Logo CEB (ausrichtender Verband)

Veranstaltungsort: Salon-de-Provence

Die Dreiband-Europameisterschaft 2007 war das 64. Turnier in dieser Disziplin des Karambolagebillards und fand vom 17. bis zum 20. Mai 2007 in Salon-de-Provence im französischen  Département Bouches-du-Rhône statt. Es war die neunte Dreiband-EM in Frankreich.

## Geschichte
Die Europameisterschaft war perfekt organisiert und wurde erstmals in Zusammenarbeit mit Kozoom live im Internet übertragen, was laut Kozoom auch weltweit 20.000 Billardfans nutzten. In der Gruppenphase setzten sich alle Favoriten durch. Leider kam von den deutschen und österreichischen Teilnehmern keiner in die KO-Phase. Im Achtelfinale mussten mit Torbjörn Blomdahl und Marco Zanetti bereits zwei Ex-Weltmeister die Segel streichen. Für das Halbfinale qualifizierten sich mit Frédéric Caudron, Daniel Sánchez und Dick Jaspers drei weitere Ex-Weltmeister und der amtierende Weltmeister Eddy Merckx. In einem rein belgischen Finale zeigte Eddy Merckx, dass er der beste Dreibandspieler der Saison 2006/07 war. Nach dem Weltmeistertitel sicherte er sich erstmals auch den europäischen Titel in einem sehr spannenden Finale gegen Titelverteidiger Frédéric Caudron der alle Turnierbestleistungen erzielen konnte.

## Modus
Gespielt wurde das Turnier mit 32 Teilnehmern. In den Gruppenspielen wurde auf zwei Gewinnsätze à 15 Points gespielt. Ab dem Achtelfinale ging es um drei Gewinnsätze pro Spiel. Platz drei wurde nicht mehr ausgespielt.

## Gruppenphase
| MP    | Match Points (Sieger = 2; Unentschieden = 1; Verlierer = 0) |
| Pkte. | Erzielte Karambolagen                                       |
| Aufn. | Benötigte Versuche                                          |
| GD    | Generaldurchschnitt                                         |
| BED   | Bester Einzeldurchschnitt eines Spielers                    |
| HS    | Höchstserie                                                 |
|       | Bester GD des Turniers                                      |
|       | Bester ED des Turniers                                      |
|       | Beste HS des Turniers                                       |
|       | 1. Platz (Gold)                                             |
|       | 2. Platz (Silber)                                           |
|       | 3. Platz (Bronze)                                           |

| Abschlusstabelle Gruppe A | Abschlusstabelle Gruppe A | Abschlusstabelle Gruppe A | Abschlusstabelle Gruppe A | Abschlusstabelle Gruppe A | Abschlusstabelle Gruppe A | Abschlusstabelle Gruppe A | Abschlusstabelle Gruppe A | Abschlusstabelle Gruppe A |
| Platz                     | Name                      | MP                        | SV                        | Pkt.                      | Aufn.                     | GD                        | BED                       | HS                        |
| ------------------------- | ------------------------- | ------------------------- | ------------------------- | ------------------------- | ------------------------- | ------------------------- | ------------------------- | ------------------------- |
| 1                         | Frédéric Caudron          | 6                         | 6:1                       | 93                        | 43                        | 2,162                     | 3,000                     | 13                        |
| 2                         | Murat Naci Çoklu          | 4                         | 5:3                       | 97                        | 48                        | 2,020                     | 2,307                     | 7                         |
| 3                         | Gerhard Kostistansky      | 2                         | 2:4                       | 54                        | 43                        | 1,255                     | 1,666                     | 6                         |
| 4                         | René Hendriksen           | 0                         | 1:6                       | 64                        | 58                        | 1,103                     | –                         | 7                         |

| Abschlusstabelle Gruppe B | Abschlusstabelle Gruppe B | Abschlusstabelle Gruppe B | Abschlusstabelle Gruppe B | Abschlusstabelle Gruppe B | Abschlusstabelle Gruppe B | Abschlusstabelle Gruppe B | Abschlusstabelle Gruppe B | Abschlusstabelle Gruppe B |
| Platz                     | Name                      | MP                        | SV                        | Pkt.                      | Aufn.                     | GD                        | BED                       | HS                        |
| ------------------------- | ------------------------- | ------------------------- | ------------------------- | ------------------------- | ------------------------- | ------------------------- | ------------------------- | ------------------------- |
| 1                         | Daniel Sánchez            | 6                         | 6:1                       | 98                        | 55                        | 1,781                     | 2,307                     | 11                        |
| 2                         | Rui Manuel Costa          | 4                         | 5:3                       | 101                       | 93                        | 1,086                     | 1,666                     | 7                         |
| 3                         | Eddy Leppens              | 2                         | 2:4                       | 55                        | 52                        | 1,057                     | 1,304                     | 5                         |
| 4                         | Balázs Léb                | 0                         | 1:6                       | 68                        | 80                        | 0,850                     | –                         | 4                         |

| Abschlusstabelle Gruppe C | Abschlusstabelle Gruppe C | Abschlusstabelle Gruppe C | Abschlusstabelle Gruppe C | Abschlusstabelle Gruppe C | Abschlusstabelle Gruppe C | Abschlusstabelle Gruppe C | Abschlusstabelle Gruppe C | Abschlusstabelle Gruppe C |
| Platz                     | Name                      | MP                        | SV                        | Pkt.                      | Aufn.                     | GD                        | BED                       | HS                        |
| ------------------------- | ------------------------- | ------------------------- | ------------------------- | ------------------------- | ------------------------- | ------------------------- | ------------------------- | ------------------------- |
| 1                         | Raimond Burgman           | 6                         | 6:1                       | 99                        | 58                        | 1,706                     | 2,500                     | 10                        |
| 2                         | Dick Jaspers              | 4                         | 4:2                       | 78                        | 49                        | 1,591                     | 2,142                     | 9                         |
| 3                         | Jérémy Bury               | 2                         | 3:4                       | 89                        | 69                        | 1,289                     | 1,034                     | 8                         |
| 4                         | Shai Eisenberg            | 0                         | 0:6                       | 23                        | 68                        | 0,338                     | –                         | 6                         |

| Abschlusstabelle Gruppe D | Abschlusstabelle Gruppe D | Abschlusstabelle Gruppe D | Abschlusstabelle Gruppe D | Abschlusstabelle Gruppe D | Abschlusstabelle Gruppe D | Abschlusstabelle Gruppe D | Abschlusstabelle Gruppe D | Abschlusstabelle Gruppe D |
| Platz                     | Name                      | MP                        | SV                        | Pkt.                      | Aufn.                     | GD                        | BED                       | HS                        |
| ------------------------- | ------------------------- | ------------------------- | ------------------------- | ------------------------- | ------------------------- | ------------------------- | ------------------------- | ------------------------- |
| 1                         | Eddy Merckx               | 6                         | 6:1                       | 98                        | 57                        | 1,719                     | 2,111                     | 12                        |
| 2                         | Torbjörn Blomdahl         | 2                         | 4:4                       | 99                        | 82                        | 1,207                     | 1,250                     | 8                         |
| 3                         | Mohsen Fouda              | 2                         | 3:5                       | 90                        | 117                       | 0,769                     | 1,023                     | 4                         |
| 4                         | Martin Bohác              | 2                         | 2:5                       | 63                        | 92                        | 0,684                     | 0,703                     | 5                         |

| Abschlusstabelle Gruppe E | Abschlusstabelle Gruppe E | Abschlusstabelle Gruppe E | Abschlusstabelle Gruppe E | Abschlusstabelle Gruppe E | Abschlusstabelle Gruppe E | Abschlusstabelle Gruppe E | Abschlusstabelle Gruppe E | Abschlusstabelle Gruppe E |
| Platz                     | Name                      | MP                        | SV                        | Pkt.                      | Aufn.                     | GD                        | BED                       | HS                        |
| ------------------------- | ------------------------- | ------------------------- | ------------------------- | ------------------------- | ------------------------- | ------------------------- | ------------------------- | ------------------------- |
| 1                         | Nikos Polychronopoulos    | 4                         | 5:3                       | 95                        | 68                        | 1,397                     | 1,888                     | 9                         |
| 2                         | Nikos Tremoulis           | 4                         | 5:3                       | 98                        | 84                        | 1,166                     | 1,500                     | 10                        |
| 3                         | Jean-Christophe Roux      | 2                         | 3:5                       | 81                        | 79                        | 1,025                     | 0,976                     | 6                         |
| 4                         | Yilmaz Özcan              | 2                         | 3:5                       | 90                        | 100                       | 0,900                     | 1,138                     | 7                         |

| Abschlusstabelle Gruppe F | Abschlusstabelle Gruppe F | Abschlusstabelle Gruppe F | Abschlusstabelle Gruppe F | Abschlusstabelle Gruppe F | Abschlusstabelle Gruppe F | Abschlusstabelle Gruppe F | Abschlusstabelle Gruppe F | Abschlusstabelle Gruppe F |
| Platz                     | Name                      | MP                        | SV                        | Pkt.                      | Aufn.                     | GD                        | BED                       | HS                        |
| ------------------------- | ------------------------- | ------------------------- | ------------------------- | ------------------------- | ------------------------- | ------------------------- | ------------------------- | ------------------------- |
| 1                         | Marco Zanetti             | 6                         | 6:1                       | 96                        | 65                        | 1,476                     | 2,571                     | 9                         |
| 2                         | Roland Forthomme          | 4                         | 5:2                       | 92                        | 53                        | 1,735                     | 1,666                     | 9                         |
| 3                         | Christian Rudolph         | 2                         | 2:5                       | 69                        | 80                        | 0,862                     | 0,972                     | 6                         |
| 4                         | Nalle Olsson              | 0                         | 1:6                       | 75                        | 80                        | 0,937                     | –                         | 6                         |

| Abschlusstabelle Gruppe G | Abschlusstabelle Gruppe G | Abschlusstabelle Gruppe G | Abschlusstabelle Gruppe G | Abschlusstabelle Gruppe G | Abschlusstabelle Gruppe G | Abschlusstabelle Gruppe G | Abschlusstabelle Gruppe G | Abschlusstabelle Gruppe G |
| Platz                     | Name                      | MP                        | SV                        | Pkt.                      | Aufn.                     | GD                        | BED                       | HS                        |
| ------------------------- | ------------------------- | ------------------------- | ------------------------- | ------------------------- | ------------------------- | ------------------------- | ------------------------- | ------------------------- |
| 1                         | Adnan Yüksel              | 4                         | 5:2                       | 90                        | 72                        | 1,250                     | 1,764                     | 7                         |
| 2                         | Ricardo Garcia Alarcon    | 4                         | 4:2                       | 79                        | 58                        | 1,362                     | 1,428                     | 7                         |
| 3                         | Jean Paul de Bruijn       | 4                         | 4:3                       | 93                        | 71                        | 1,309                     | 1,482                     | 8                         |
| 4                         | Ramon Hamm                | 0                         | 0:6                       | 45                        | 67                        | 0,671                     | –                         | 3                         |

| Abschlusstabelle Gruppe H | Abschlusstabelle Gruppe H | Abschlusstabelle Gruppe H | Abschlusstabelle Gruppe H | Abschlusstabelle Gruppe H | Abschlusstabelle Gruppe H | Abschlusstabelle Gruppe H | Abschlusstabelle Gruppe H | Abschlusstabelle Gruppe H |
| Platz                     | Name                      | MP                        | SV                        | Pkt.                      | Aufn.                     | GD                        | BED                       | HS                        |
| ------------------------- | ------------------------- | ------------------------- | ------------------------- | ------------------------- | ------------------------- | ------------------------- | ------------------------- | ------------------------- |
| 1                         | Tonny Carlsen             | 6                         | 6:2                       | 105                       | 89                        | 1,179                     | 1,363                     | 8                         |
| 2                         | Dion Nelin                | 4                         | 5:2                       | 97                        | 66                        | 1,469                     | 2,000                     | 9                         |
| 3                         | Martin Horn               | 2                         | 2:5                       | 69                        | 64                        | 1,078                     | 1,206                     | 6                         |
| 4                         | Giorgio Mancini           | 0                         | 2:6                       | 65                        | 80                        | 0,812                     | –                         | 5                         |

## Finalrunde
Im Folgenden ist der Turnierbaum der Finalrunde aufgelistet. Legende: SP/Pkte/Aufn/HS

|  | Achtelfinale           | Achtelfinale |                  |                | Viertelfinale          | Viertelfinale |  |  | Halbfinale | Halbfinale |  |  | Finale | Finale |
|  |                        |              |                  |                |                        |               |  |  |            |            |  |  |        |        |
|  |                        |              |                  |                |                        |               |  |  |            |            |  |  |        |        |
|  | Frédéric Caudron       | 3/53/30/7    |                  |                |                        |               |  |  |            |            |  |  |        |        |
|  | Torbjörn Blomdahl      | 1/48/29/8    |                  |                |                        |               |  |  |            |            |  |  |        |        |
|  | Torbjörn Blomdahl      | 1/48/29/8    | Frédéric Caudron | 3/46/30/6      |                        |               |  |  |            |            |  |  |        |        |
|  |                        |              | Frédéric Caudron | 3/46/30/6      |                        |               |  |  |            |            |  |  |        |        |
|  |                        |              |                  |                | Nikos Polychronopoulos | 1/44/29/9     |  |  |            |            |  |  |        |        |
|  | Roland Forthomme       | 2/43/32/7    |                  |                | Nikos Polychronopoulos | 1/44/29/9     |  |  |            |            |  |  |        |        |
|  | Roland Forthomme       | 2/43/32/7    |                  |                |                        |               |  |  |            |            |  |  |        |        |
|  | Nikos Polychronopoulos | 3/60/32/5    |                  |                |                        |               |  |  |            |            |  |  |        |        |
|  | Nikos Polychronopoulos | 3/60/32/5    | Frédéric Caudron | 3/57/26/9      |                        |               |  |  |            |            |  |  |        |        |
|  |                        |              | Frédéric Caudron | 3/57/26/9      |                        |               |  |  |            |            |  |  |        |        |
|  |                        |              |                  | Dick Jaspers   | 1/38/25/6              |               |  |  |            |            |  |  |        |        |
|  | Dick Jaspers           | 3/53/20/13   |                  | Dick Jaspers   | 1/38/25/6              |               |  |  |            |            |  |  |        |        |
|  | Dick Jaspers           | 3/53/20/13   |                  |                |                        |               |  |  |            |            |  |  |        |        |
|  | Marco Zanetti          | 1/33/19/9    |                  |                |                        |               |  |  |            |            |  |  |        |        |
|  | Marco Zanetti          | 1/33/19/9    | Dick Jaspers     | 3/45/21/6      |                        |               |  |  |            |            |  |  |        |        |
|  |                        |              | Dick Jaspers     | 3/45/21/6      |                        |               |  |  |            |            |  |  |        |        |
|  |                        |              |                  |                | Raimond Burgman        | 0/24/19/5     |  |  |            |            |  |  |        |        |
|  | Raimond Burgman        | 3/45/23/7    |                  |                | Raimond Burgman        | 0/24/19/5     |  |  |            |            |  |  |        |        |
|  | Raimond Burgman        | 3/45/23/7    |                  |                |                        |               |  |  |            |            |  |  |        |        |
|  | Ricardo Garcia Alarcon | 0/22/21/4    |                  |                |                        |               |  |  |            |            |  |  |        |        |
|  | Ricardo Garcia Alarcon | 0/22/21/4    | Frédéric Caudron | 2/65/31/6      |                        |               |  |  |            |            |  |  |        |        |
|  |                        |              | Frédéric Caudron | 2/65/31/6      |                        |               |  |  |            |            |  |  |        |        |
|  |                        |              |                  | Eddy Merckx    | 3/59/32/7              |               |  |  |            |            |  |  |        |        |
|  | Eddy Merckx            | 3/45/33/4    |                  | Eddy Merckx    | 3/59/32/7              |               |  |  |            |            |  |  |        |        |
|  | Eddy Merckx            | 3/45/33/4    |                  |                |                        |               |  |  |            |            |  |  |        |        |
|  | Nikos Tremoulis        | 0/25/31/4    |                  |                |                        |               |  |  |            |            |  |  |        |        |
|  | Nikos Tremoulis        | 0/25/31/4    | Eddy Merckx      | 3/45/24/9      |                        |               |  |  |            |            |  |  |        |        |
|  |                        |              | Eddy Merckx      | 3/45/24/9      |                        |               |  |  |            |            |  |  |        |        |
|  |                        |              |                  |                | Murat Naci Çoklu       | 0/31/23/4     |  |  |            |            |  |  |        |        |
|  | Murat Naci Çoklu       | 3/51/38/5    |                  |                | Murat Naci Çoklu       | 0/31/23/4     |  |  |            |            |  |  |        |        |
|  | Murat Naci Çoklu       | 3/51/38/5    |                  |                |                        |               |  |  |            |            |  |  |        |        |
|  | Tonny Carlsen          | 1/41/37/5    |                  |                |                        |               |  |  |            |            |  |  |        |        |
|  | Tonny Carlsen          | 1/41/37/5    | Eddy Merckx      | 3/65/36/7      |                        |               |  |  |            |            |  |  |        |        |
|  |                        |              | Eddy Merckx      | 3/65/36/7      |                        |               |  |  |            |            |  |  |        |        |
|  |                        |              |                  | Daniel Sánchez | 2/53/36/7              |               |  |  |            |            |  |  |        |        |
|  | Adnan Yüksel           | 0/25/28/7    |                  | Daniel Sánchez | 2/53/36/7              |               |  |  |            |            |  |  |        |        |
|  | Adnan Yüksel           | 0/25/28/7    |                  |                |                        |               |  |  |            |            |  |  |        |        |
|  | Dion Nelin             | 3/45/29/10   |                  |                |                        |               |  |  |            |            |  |  |        |        |
|  | Dion Nelin             | 3/45/29/10   | Dion Nelin       | 1/45/32/8      |                        |               |  |  |            |            |  |  |        |        |
|  |                        |              | Dion Nelin       | 1/45/32/8      |                        |               |  |  |            |            |  |  |        |        |
|  |                        |              |                  |                | Daniel Sánchez         | 3/55/33/6     |  |  |            |            |  |  |        |        |
|  | Daniel Sánchez         | 3/53/37/6    |                  |                | Daniel Sánchez         | 3/55/33/6     |  |  |            |            |  |  |        |        |
|  | Daniel Sánchez         | 3/53/37/6    |                  |                |                        |               |  |  |            |            |  |  |        |        |
|  | Rui Manuel Costa       | 1/36/36/7    |                  |                |                        |               |  |  |            |            |  |  |        |        |

## Abschlusstabelle
| Endklassement   | Endklassement | Endklassement          | Endklassement | Endklassement | Endklassement | Endklassement | Endklassement | Endklassement | Endklassement | Endklassement |
| Phase           | Platz         | Name                   | MP            | SV            | Pkt.          | Aufn.         | GD            | BED           | BSD           | HS            |
| --------------- | ------------- | ---------------------- | ------------- | ------------- | ------------- | ------------- | ------------- | ------------- | ------------- | ------------- |
| Finale          | 1             | Eddy Merckx            | 14:0          | 18:5          | 312           | 182           | 1,714         | 2,111         | 3,750         | 12            |
| Finale          | 2             | Frédéric Caudron       | 12:2          | 17:7          | 314           | 160           | 1,962         | 3,000         | 5,000         | 13            |
| Halb- finale    | 3             | Daniel Sánchez         | 10:2          | 14:6          | 259           | 161           | 1,608         | 2,307         | 3,750         | 11            |
| Halb- finale    | 3             | Dick Jaspers           | 8:4           | 11:6          | 214           | 115           | 1,860         | 2,650         | 7,500         | 13            |
| Viertel- finale | 5             | Raimond Burgman        | 8:2           | 9:4           | 168           | 100           | 1,680         | 2,500         | 7,500         | 10            |
| Viertel- finale | 6             | Dion Nelin             | 6:4           | 9:5           | 187           | 127           | 1,472         | 2,307         | 3,750         | 7             |
| Viertel- finale | 7             | Murat Naci Çoklu       | 6:4           | 8:7           | 179           | 109           | 1,642         | 2,307         | 3,750         | 7             |
| Viertel- finale | 8             | Nikos Polychronopoulos | 6:4           | 9:8           | 199           | 129           | 1,542         | 1,888         | 7,500         | 9             |
| Achtel- finale  | 9             | Marco Zanetti          | 6:2           | 7:4           | 129           | 84            | 1,535         | 2,571         | 3,750         | 9             |
| Achtel- finale  | 10            | Tonny Carlsen          | 6:2           | 7:5           | 146           | 126           | 1,158         | 1,363         | 2,142         | 8             |
| Achtel- finale  | 11            | Roland Forthomme       | 4:4           | 7:5           | 135           | 85            | 1,588         | 1,666         | 3,750         | 9             |
| Achtel- finale  | 12            | Adnan Yüksel           | 4:4           | 5:5           | 115           | 100           | 1,150         | 1,764         | 1,875         | 7             |
| Achtel- finale  | 13            | Rui Manuel Costa       | 4:4           | 6:6           | 137           | 129           | 1,062         | 1,666         | 2,500         | 7             |
| Achtel- finale  | 14            | Ricardo Garcia Alarcon | 4:4           | 4:5           | 101           | 79            | 1,278         | 1,428         | 2,142         | 7             |
| Achtel- finale  | 15            | Nikos Tremoulis        | 4:4           | 5:6           | 123           | 115           | 1,069         | 1,500         | 3,750         | 10            |
| Achtel- finale  | 16            | Torbjörn Blomdahl      | 2:6           | 5:7           | 147           | 111           | 1,324         | 1,250         | 2,500         | 8             |
| Gruppen- phase  | 17            | Jean Paul de Bruijn    | 4:2           | 4:3           | 93            | 71            | 1,309         | 1,482         | 2,500         | 8             |
| Gruppen- phase  | 18            | Jérémy Bury            | 2:4           | 3:4           | 89            | 69            | 1,289         | 1,034         | 1,500         | 8             |
| Gruppen- phase  | 19            | Gerhard Kostistansky   | 2:4           | 2:4           | 57            | 43            | 1,255         | 1,666         | 1,875         | 6             |
| Gruppen- phase  | 20            | Eddy Leppens           | 2:4           | 2:4           | 55            | 52            | 1,057         | 1,307         | 1,363         | 5             |
| Gruppen- phase  | 21            | Jean Christophe Roux   | 2:4           | 3:5           | 81            | 79            | 1,025         | 0,976         | 1,875         | 6             |
| Gruppen- phase  | 22            | Mohsen Fouda           | 2:4           | 3:5           | 90            | 117           | 0,769         | 1,023         | 1,250         | 4             |
| Gruppen- phase  | 23            | Martin Horn            | 2:4           | 2:5           | 69            | 64            | 1,078         | 1,206         | 1,500         | 6             |
| Gruppen- phase  | 24            | Christian Rudolph      | 2:4           | 2:5           | 69            | 80            | 0,862         | 0,972         | 1,666         | 6             |
| Gruppen- phase  | 25            | Yilmaz Özcan           | 2:4           | 3:5           | 90            | 100           | 0,900         | 1,138         | 2,500         | 7             |
| Gruppen- phase  | 26            | Martin Bohác           | 2:4           | 2:5           | 63            | 92            | 0,684         | 0,703         | 1,071         | 5             |
| Gruppen- phase  | 27            | Giorgio Mancini        | 0:6           | 2:6           | 65            | 80            | 0,812         | –             | 1,875         | 5             |
| Gruppen- phase  | 28            | René Hendriksen        | 0:6           | 1:6           | 64            | 58            | 1,103         | –             | 1,666         | 7             |
| Gruppen- phase  | 29            | Nalle Olsson           | 0:6           | 1:6           | 75            | 80            | 0,937         | –             | 1,153         | 6             |
| Gruppen- phase  | 30            | Balázs Léb             | 0:6           | 1:6           | 68            | 80            | 0,850         | –             | 1,363         | 5             |
| Gruppen- phase  | 31            | Ramon Hamm             | 0:6           | 0:6           | 45            | 67            | 0,671         | –             | –             | 3             |
| Gruppen- phase  | 32            | Shai Eisenberg         | 0:6           | 0:6           | 23            | 68            | 0,338         | –             | –             | 6             |